# Okręg wyborczy Shrewsbury
Okręg wyborczy Shrewsbury powstał w 1290 r. i wysyłał do angielskiej, a następnie brytyjskiej, Izby Gmin dwóch deputowanych. W 1885 r. liczbę mandatów przypadających na okręg zmniejszono do jednego. Okręg obejmował miasto Shrewsbury. Został zlikwidowany w 1983 roku, a odtworzony w 2023 roku. W latach zamiast niego 1983-2023 istniał okręg wyborczy Shrewsbury and Atcham.

## Deputowani do brytyjskiej Izby Gmin z okręgu Shrewsbury

### Deputowani w latach 1660–1885
- 1660–1661: Samuel Jones
- 1660–1677: Thomas Jones
- 1661–1679: Robert Leighton
- 1677–1685: Richard Corbet
- 1679–1689: Edward Kynaston
- 1685–1690: Francis Edwards
- 1689–1698: Andrew Newport
- 1690–1694: Richard Mytton
- 1694–1709: John Kynaston
- 1698–1710: Richard Mytton
- 1709–1710: Edward Leighton
- 1710–1710: Thomas Jones
- 1710–1715: Edward Cressett
- 1710–1713: Richard Mytton
- 1713–1714: Thomas Jones
- 1714–1723: Corbet Kynaston
- 1715–1715: Thomas Jones
- 1715–1722: Andrew Corbet
- 1722–1723: Richard Lyster
- 1723–1727: Richard Corbet
- 1723–1727: Orlando Bridgeman
- 1727–1734: Richard Lyster
- 1727–1734: John Astley
- 1734–1749: William Kinaston
- 1734–1754: Richard Corbet
- 1749–1768: Thomas Hill
- 1754–1761: Robert More
- 1761–1775: Robert Clive, 1. baron Clive
- 1768–1774: Noel Hill
- 1774–1775: Charlton Leighton
- 1775–1805: William Pulteney
- 1775–1780: John Corbet
- 1780–1784: Charlton Leighton
- 1784–1796: John Hill
- 1796–1812: William Hill
- 1805–1806: John Hill
- 1806–1807: Henry Grey Bennet
- 1807–1811: Thomas Jones
- 1811–1826: Henry Grey Bennet
- 1812–1814: Rowland Hill
- 1814–1819: Richard Lyster
- 1819–1820: John Mytton
- 1820–1830: Panton Corbett
- 1826–1835: Robert Aglionby Slaney
- 1830–1832: Richard Jenkins
- 1832–1837: John Hanmer
- 1835–1837: John Cressett-Pelham
- 1837–1841: Richard Jenkins
- 1837–1841: Robert Aglionby Slaney
- 1841–1847: George Tomline
- 1841–1847: Benjamin Disraeli, Partia Konserwatywna
- 1847–1857: Edward Holmes Baldock
- 1847–1852: Robert Aglionby Slaney
- 1852–1868: George Tomline
- 1857–1862: Robert Aglionby Slaney
- 1862–1865: Henry Robertson, Partia Liberalna
- 1865–1870: William James Clement
- 1868–1874: James Figgins
- 1870–1874: Douglas Straight, Partia Konserwatywna
- 1874–1885: Charles Cecil Cotes, Partia Liberalna
- 1874–1885: Henry Robertson, Partia Liberalna

### Deputowani w latach 1885-1983
- 1885–1892: James Watson
- 1892–1906: Henry David Greene
- 1906–1913: Clement Lloyd Hill
- 1913–1922: George Butler Lloyd
- 1922–1923: Dudley Ryder, wicehrabia Sandon, Partia Konserwatywna
- 1923–1924: Joseph Sunlight, Partia Liberalna
- 1924–1929: Dudley Ryder, wicehrabia Sandon, Partia Konserwatywna
- 1929–1945: George Arthur Victor Duckworth, Partia Konserwatywna
- 1945–1983: John Langford-Holt, Partia Konserwatywna

### Deputowani od 2024 roku
- 2024- : Julia Buckley, Partia Pracy